# Génération perdue
Pour l’article homonyme, voir Génération perdue (film, 1987).
L’expression génération perdue (de l'anglais : Lost Generation) désigne une génération sociologique de personnes nées entre 1883 et 1900 directement concernées par la Première Guerre mondiale en lien avec un courant littéraire américain de l'entre-deux-guerres essentiellement basé à Paris. Parmi ces personnalités, Ernest Hemingway et F. Scott Fitzgerald sont les noms les plus souvent cités.
En Allemagne, en histoire de l'art, on désigne par l'expression Verschollene / Verlorene Generation (« génération perdue / disparue / effacée »), les artistes visuels, musiciens et écrivains allemands nés entre 1890 et 1914 qui émergent durant la période dite de la république de Weimar et qui se retrouvèrent confrontés dès 1933 au régime national-socialiste (interdiction d'expositions, de publications et de performances en raison de leurs origines juives, de leurs opinions politiques, de leur homosexualité, entre autres), et qui furent qualifiés d'artistes dégénérés.

## Histoire et sens de l'expression
L'expression « génération perdue » est forgée par l'écrivaine américaine Gertrude Stein dans le courant des années 1920 pour décrire ce groupe de créateurs expatriés à Paris durant l'entre-deux-guerres. Ceux-ci ont observé et raconté la perte de transcendance d'une Amérique bouleversée par les mutations sociales et morales, ainsi que l'expérience de la Première Guerre mondiale, guerre totale et brutale (expérience combattante des conscrits mais aussi expérience des ambulanciers volontaires qui s'occupent des très nombreux blessés). Par ailleurs et surtout, l'Amérique entre à partir de 1919-1920 dans une période répressive sur le plan des libertés politiques et publiques, marquée par le puritanisme, un repli sur soi, et un retour à l'ordre moral : prohibition, lois ciblant l'immigration, l'anarchisme, le communisme, tandis que la corruption de certaines élites éclate au grand jour dans les médias.
Ces jeunes écrivains américains, exilés volontaires, viennent s'installer à Paris pour profiter de l'aisance et des libertés que leur offre la capitale mondiale des arts et des lettres. Cette présence va prendre au fil des années une place importante dans l'histoire de la littérature américaine. Janet Flanner, correspondante à Paris de l'hebdomadaire The New Yorker, se souviendra de cette époque-là en ces termes : « J'avais le sentiment que je vivais chez moi et à l'étranger parce que, à Paris, la colonie américaine était la plus importante d'Europe ».
Dans le quartier du Montparnasse (Le Dôme, Dingo Bar, La Coupole) , ainsi que La librairie Shakespeare and Company, ouverte 12 rue de l'Odéon à Paris par Sylvia Beach, servent de point de ralliement à plusieurs auteurs américains. Ceux-ci y croisent notamment d'autres écrivains anglo-saxons, parmi lesquels figurent Ezra Pound et James Joyce. Des liens et des amitiés se forment, souvent autour des deux libraires parisiennes que sont Sylvia Beach et Adrienne Monnier. Au début des années 1920 arrivent à Paris Ernest Hemingway  et Francis Scott Fitzgerald qui vont bientôt compter parmi les figures principales de cette génération ; les deux hommes se rencontrent au Dingo Bar en 1925. Henry Miller arrivera en 1928. Durant les années 1920, la capitale est animée d'une grande vitalité artistique en quête de nouveauté et on y trouve d'intéressantes opportunités éditoriales. Par exemple, Caresse et Harry Crosby lancent leur structure éditoriale, Black Sun Press en 1927, et, la même année, Eugène Jolas fonde la revue littéraire d'avant-garde Transition.
Dans son ouvrage posthume Paris est une fête (1964), Hemingway rapporte de quelle manière Gertrude Stein s'est emparée de cette expression. Selon son récit, Miss Stein lui avait raconté comment elle s'était plainte dans un garage de la mauvaise réparation qu'avait subie sa voiture. Le jeune employé incriminé avait été un conscrit de 1917. Sur le champ, devant Miss Stein, le patron du garage s'en prend au jeune homme en l'accablant de ces mots : « Vous êtes tous une génération perdue ». Dès lors, raconte Hemingway, Gertrude Stein s'empare de cette expression qui l'a impressionnée pour qualifier les auteurs américains qui ont été marqués par la guerre. Elle dit à Hemingway qui est encore un jeune homme : « C'est ce que vous êtes tous, vous autres, jeunes gens qui avez fait la guerre, vous êtes tous une génération perdue ».
Quand Hemingway publie en 1926 aux États-Unis son roman The Sun Also Rises (qui paraîtra en français sous le titre Le soleil se lève aussi), il y fait figurer deux épigraphes dont l'une est un écho aux propos de Gertrude Stein : « You are all a lost generation ». Le succès commercial du livre contribue sans doute à populariser cette expression, qui renvoie à une génération de jeunes hommes rescapés de la Grande Guerre, désorientés, désenchantés et parfois traumatisés par le front et les tranchées, mais Hemingway refuse en fin de compte d'y porter un regard sombre, pessimiste, et c'est pourquoi la deuxième épigraphe de cet ouvrage est une citation de l'Ecclésiaste : « Le soleil se lève, le soleil se couche, il se hâte vers son lieu et c'est là qu'il se lève ».
Gertrude Stein fit par ailleurs clairement savoir à Hemingway qu'elle reproche à tous ces jeunes Américains venus s'installer en France, à Paris et sur la côte d'Azur, de trop s'adonner à l'alcool : « Vous vous tuez à boire », lui fait dire Hemingway dans Paris est une fête.
Perçu également comme un mouvement littéraire et artistique, et outre ses membres les plus emblématiques, Ernest Hemingway et Francis Scott Fitzgerald, on compte aussi dans ses rangs des noms tout aussi célèbres que ceux de John Steinbeck, John Dos Passos, Ezra Pound, Sherwood Anderson, Waldo Peirce, Sylvia Beach, Thomas Stearns Eliot, et d'une certaine manière, Henry Miller.
Le point de bascule est le krach boursier d'octobre 1929 : « Au cours des années trente, ces écrivains prenant des directions différentes, leurs œuvres perdirent la marque distinctive de l'immédiat après-guerre. Les derniers ouvrages représentatifs de cette époque furent Tendre est la nuit (Tender Is the Night, 1934), de Fitzgerald, et La Grosse Galette (The Big Money, 1936), de Dos Passos ».

### En lien avec la littérature américaine
- Beat Generation
- Blank Generation
- Désenchantement du monde